# Carl-August von Bülow
Carl-August von Bülow, auch Karl-August von Bülow (* 14. Januar 1876 in Neustrelitz; † 14. April 1946 in Schwerin) war ein deutscher Verwaltungsjurist.

## Leben
Carl-August von Bülow entstammte dem Zweig Plüskow-Kogel des mecklenburgischen Adelsgeschlechts Bülow. Er wurde als Sohn der Adele von Könemann († 1880) und ihres Ehemannes, den mecklenburg-strelitzschen Hofmarschalls Jaspar von Bülow (1836–1878), in der Residenzstadt Neustrelitz geboren. Der Marineoffizier Friedrich von Bülow war sein älterer Bruder.
Bülow studierte Rechtswissenschaften in Heidelberg, Berlin und Rostock. In Heidelberg wurde er 1894 Mitglied des Corps Vandalia. Bülow bestand 1898 das Referendarexamen und 1906 das Assessorexamen, war Amtsassessor und ab 1909 Amtsverwalter in Doberan. 1912 wurde er Amtsverwalter in Grabow, 1918 Amtmann dort, dann Landdrost in Neustadt (Mecklenburg) und Ludwigslust, 1928 Regierungsrat am Domänenamt in Schwerin. Ab Oktober 1933 war er Landrat in Schwerin. Zum 1. März 1937 ging er auf eigenen Wunsch in den Ruhestand.
Seine Ehefrau war Lilla Gräfin von Bassewitz-Poggelow, Ehrendame des kgl. bayr. Theresienordens, Heirat 1902 in Schwerin, das Ehepaar hatte keine Nachfahren.